# Hallsjögölen (Tvings socken, Blekinge, 624663-147247)
Hallsjögölen är en sjö i Karlskrona kommun i Blekinge och ingår i Nättrabyån-Ronnebyåns kustområde.